# Кладбища Вологды

Кладбища на современной карте Вологды. Коричневым цветом обозначены городские кладбища, синим — монастырские, красным — сельские.

На территории современной Вологды находится пять кладбищ: Горбачёвское, Введенское, Пошехонское, Козицынское и Мауринское. В XIX — первой половине XX века существовало также Богородское (Глинковское) кладбище.

## История
До XVIII века кладбища существовали внутри города при церквях (или «на монастырях» храмов) и в монастырях. Наиболее ранние сведения о кладбищах Вологды содержатся в переписных книгах XVII века. Согласно им кладбища существовали при Екатерининской, Георгиевской, Златоустенской, Кирилло-Рощенской и Вознесенской церквях. Также археологическими раскопками выявлены средневековые погребения в районе дома № 33 по ул. Лермонтова, у дома № 4 по ул. Воровского, следы перезахоронения XVII—XVIII веков у Софийского собора, кладбище, которое находилось на месте Симоновского корпуса Архиерейского двора, а также средневековое приходское кладбище в Парковом переулке. Среди монастырей Вологды, где сохранились кладбища, старейшим является Спасо-Прилуцкий монастырь, основанный в XIV веке. Известны также уничтоженные в годы советской власти древние кладбища при Свято-Духовом и Горне-Успенском монастырях. Кроме кладбищ, при церквях и монастырях существовали также «убогие дома» — места, куда в течение холодного времени года складывались тела людей, умерших не своей смертью. После Пасхи (в Семик) тела зарывали в одну общую могилу, а затем служили панихиду. В Вологде убогий дом находился недалеко от часовни Белоризцев (район Горне-Успенского монастыря). Городское духовенство могло быть погребено внутри церквей и соборов. В Софийском соборе существует захоронения 11 вологодских архиереев.
В 1771 году, после свирепствующей в России эпидемии чумы, Сенатом был издан указ «при церквах по городам не хоронить никого, а отвесть для сего особые кладбища на выгонных землях».
…чтобы те кладбища учреждались в удобных местах, расположением от последнего городского жила не ближе 100 сажень, а если место дозволит, то хотя бы и за 300 сажень, и когда не плетнем или забором, то и земляным валом их обносить, но томко бы оный вал не выше двух аршин был, дабы через то такие места воздухом скорее очищались…
Согласно этому указу в Вологде решено построить три кладбища: Горбачёвское, Глинковское и кладбище при Антипьевской церкви. Работы по проектированию были поручены землемеру, секундмайору Неелову. В 1782 году он доложил, что кладбища спроектированы:
Первое — по течению реки Вологды по левой стороне против старого кладбища церкви Чудотворца Николая, прозванной что на Глинках, от последней черты жила на выгонной земле в трех стах саженях; второе — размерно на той же стороне реки за церквами Преподобного Герасима и вновь строящейся церкви ж от последней черты по способности места во ста саженях; третье — по течению ж оной реки вверху справой стороны за вновь построенною ж под кладбище церковью Святого Священномученика Антипы от жила в трех стах саженях…
Вследствие расширения городской застройки в начале XIX века, кладбище при Антипьевской церкви было закрыто, и устроено новое Введенское кладбище с построенной в 1818 году церковью Введения. В XIX веке также произошла смена названий кладбищ: Глинковское кладбище стало именоваться Богородским, а Горбачёвское — Лазаревским. Смена названий произошла вслед за новым освящением главных престолов кладбищенских церквей.
Несмотря на установление советской власти, до конца 1920-х годов на кладбищах города продолжаются захоронения по религиозному обряду. Сводки ОГПУ 1928 года отмечают, что в воскресные и другие праздничные дни на городских кладбищах духовенством совершались панихиды на могилах. В кладбищенских храмах отпевают и советское руководство. Однако кладбища приходских храмов и монастырей постепенно упраздняются или меняют свой профиль. В 1920-е годы на упразднённом кладбище возле церкви Иоанна Предтечи в Рощенье в братской могиле были похоронены двое красноармейцев. Останки красноармейцев в 1970-е годы были перенесены на Введенское воинское кладбище. На кладбище Свято-Духова монастыря в 1925 году был построен стадион Динамо. В период советской власти были уничтожены кладбища практически всех приходских храмов и монастырское кладбище Горне-Успенского монастыря. На существовавших кладбищах захоронения часто производились поверх старых могил. Для новых могил была расчищена иноверческая часть Горбачёвского кладбища. При расширении городской территории уничтожались и кладбища деревень — в 1980-е на месте части кладбища при Рождественской церкви села Говорово были построены гаражи и дома, а на месте кладбища в Турундаево — хлебокомбинат. В конце 1960-х годов при строительстве нового Горбатого моста была засыпана бо́льшая часть Богородского кладбища. Там же 1990-е годы южнее и севернее Богородицкого собора поверх погребений были построены служебные церковные здания,
а в начале 2000-х годов при расширении железной дороги были засыпаны и погребения в северо-восточной части кладбища и уложены ж/д пути.
Новое городское кладбище появилось в 1963 году вне городской черты на Пошехонском шоссе, рядом с деревней Родионцево. В конце 1990-х открыто Козицынское кладбище на Новом Московском шоссе, а в 2010—2011 году строится его вторая очередь.

## Городские кладбища Вологды
В Вологде находится пять городских кладбищ: Горбачёвское на улице Бурмагиных, Введенское на улице Добролюбова, Пошехонское на Пошехонском шоссе, Козицынское на Новомосковском шоссе, Мауринское у деревни Маурино, в трёх километрах от села Молочное. Введенское кладбище закрыто. До 1960-х также существовало Богородское кладбище на Пошехонском шоссе.

### Горбачёвское кладбище

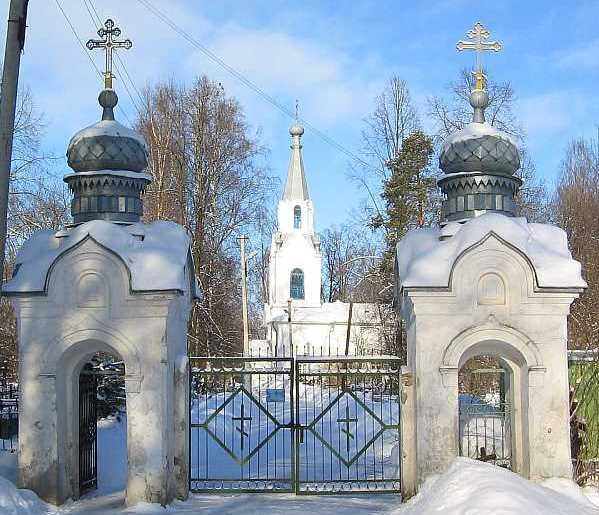
Ворота Горбачёвского кладбища. На заднем плане колокольня Лазаревской церкви

Сформировавшееся в XVIII—XX веках, Горбачёвское кладбище занимает территорию в форме вытянутого с севера на юг прямоугольника. Ворота на кладбище и Лазаревскую церковь поставлены по линии улицы Бурмагиных, замыкая её северный участок, ориентированный на колокольню храма. С запада кладбище ограничено бывшей Кирилловской дорогой (вела к Спасо-Прилуцкому монастырю и дальше в Кириллов), с севера — устроенным в 1930-е годы парком Мира, с востока — низменным берегом реки Вологда, с юга — городской территорией.
Горбачёвское кладбище основано в 1775 году после эпидемии чумы в числе трёх других кладбищ за пределами городской территории Вологды. Для устройства кладбища была выделена территория по бывшей Троицкой улице, на Горбатом поле, по которому оно и получило своё название. В 1777 году была построена кладбищенская церковь Лазаря с освящённым приделом во имя великомученика Феодора Стратилата, небесного покровителя ктитора — купца первой гильдии Фёдора Матвеевича Колесова. В ранних документах церковь именуется Дмитриевской, по приделу Димитрия Солунского, который, вероятно был освящён сразу после постройки храма. В 1790 году главный престол храма был освящён в честь Святого Лазаря Праведного, и церковь с кладбищем стали называться Лазаревскими.
В 1868 году к кладбищу и церкви были сделаны каменные ворота, которые заменили на существующие в 1880 году (автор проекта — вологодский архитектор В. Н. Шильдкнехт. Этим же зодчим было спроектировано и новое здание церкви, построенное в 1882—1887 годах и сочетающее в своей архитектуре элементы псевдоготического и русского стилей. Работы по благоустройству кладбища продолжились в 1892 году: были сделаны тротуары из путиловской плиты от въездных ворот до церкви.
Среди известных вологжан, похороненных на Горбачёвском кладбище, — академик живописи П. С. Тюрин (1816—1882) и историк Н. С. Непеин (1870—1911). В 1942 году на кладбище в братской могиле похоронен известный искусствовед Натан Стругацкий, отец Аркадия и Бориса Стругацких. Примечателен в архитектурном ансамбле кладбища частично сохранившийся фамильный склеп купцов Кокаревых. Известно, что на Горбачёвском кладбище до революции существовал участок для захоронений католиков и лютеран.

### Богородское (Глинковское) кладбище (не сохранилось)

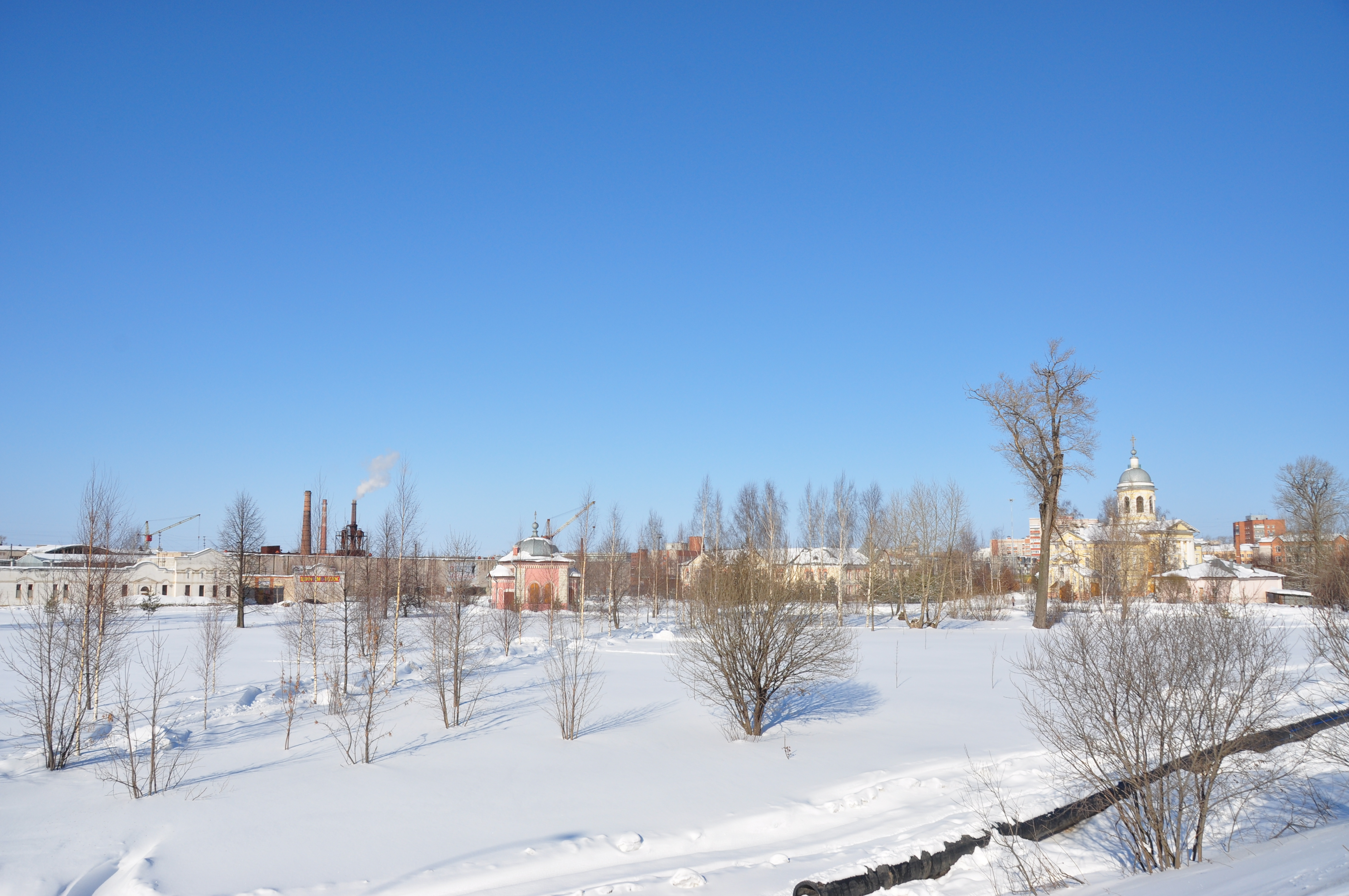
Территория бывшего Богородского кладбища. В центре — часовня Николая Рынина, справа — собор Рождества Богородицы

Глинковское (с XIX века — Богородское) кладбище было основано в 1782 году в числе трёх кладбищ Вологды, появившихся после эпидемии чумы за городской территорией. Названо по местности «Глинки», которая находилась в конце современной улицы Мира. В качестве кладбищенского храма в первые годы существования кладбища использовался один из приделов церкви Николая Чудотворца на Глинках. Первая каменная Богородская церковь на территории Глинковского кладбища построена, предположительно, в 1780—1790-е годы. В 1819 году храм обветшал и в 1830-е годы по инициативе старосты А. И. Попова-Тестова на средства прихожан сооружён существующий Рождество-Богородицкий собор. По названию храма кладбище стало именоваться Богородским. Архитектурный ансамбль кладбища дополняет кирпичная часовня над могилой вологодского юродивого Николая Рынина, построенная в 1916 году вместо деревянной.
В XIX веке Глинковское кладбище становится центральным в городе. На нём хоронили известных людей, живших даже за пределами Вологды. В годы Первой мировой и Гражданской войн на Богородском кладбище хоронили погибших или умерших в госпиталях воинов. В начале XX века на юго-восточной стороне кладбища существовало еврейское захоронение.
На Богородском кладбище были похоронены известные вологжане: почитаемый юродивый Н. М. Рынин (1777—1837), основатель ремесленного училища в Вологде Д. С. Пермяков (1835—1894), археолог Н. И. Суворов (1816—1896), генеральный консул в Шанхае П. А. Дмитревский (1851—1899), адвокат Н. И. Спасокукотский.
В начале 1980-х годов при строительстве нового Горбатого моста большая часть Богородского кладбища была засыпана и все надгробные памятники были уничтожены. В 1990-е годы южнее и севернее Богородицкого собора поверх погребений были построены служебные церковные здания. В начале 2000-х годов при расширении железной дороги были засыпаны погребения в северо-восточной части кладбища и уложены ж/д пути.

### Введенское кладбище
Основано в начале XIX века и является преемником кладбища при Антипьевской церкви, которое существовало с конца XVIII века, и было закрыто из-за близости к городу. Для Введенского кладбища отвели территорию в конце бывшей Дмитриевской (современной Комсомольской) улицы. В 1818 году на кладбище на средства купца И. И. ВитушешниковаО. И. Витушешникова?, сооружена кирпичная холодная Введенская церковь, а в 1854 году на средства купца Н. И. Скулябина построен тёплый храм в стиле классицизм, также из кирпича, освящённый во имя Николая Чудотворца. Сформировавшийся архитектурный ансамбль кладбища также включал в себя ворота (в настоящее время в руинированном состоянии), богадельню (снесена) и часовню-склеп (в настоящее время находится в руинированном состоянии). В 1937 году была разрушена Введенская церковь. Часовня Николая Чудотворца закрыта в 1938 году, сейчас в руинированном состоянии.
На кладбище были захоронены известные вологодские государственные и общественные деятели: В. А. Кудрявый, В. К. Ретровский (1832—1877), Н. И. Скулябин (1791—1851), Х. С. Леденцов (1842—1907), а также родители писателя В. Т. Шаламова Тихон Николаевич и Надежда Александровна.
В 1960-е годы в восточной части кладбища открыт Мемориал Боевой Славы с обелиском солдатам-защитникам Родины, скончавшимся от ран в госпиталях Вологды в период 1941—1945 годов, памятником командарму К. А. Авксентьевскому и надгробием на могиле Героя Советского Союза военкома Н. И. Щетинина. На мемориальном комплексе находятся братские могилы, в которых захоронены 3843 солдат и офицеров Советской Армии, умерших в госпиталях Вологды во время Великой Отечественной войны. В 2001 году на воинском кладбище был перезахоронен прах лётчика-аса, дважды Героя Советского Союза А. Ф. Клубова.

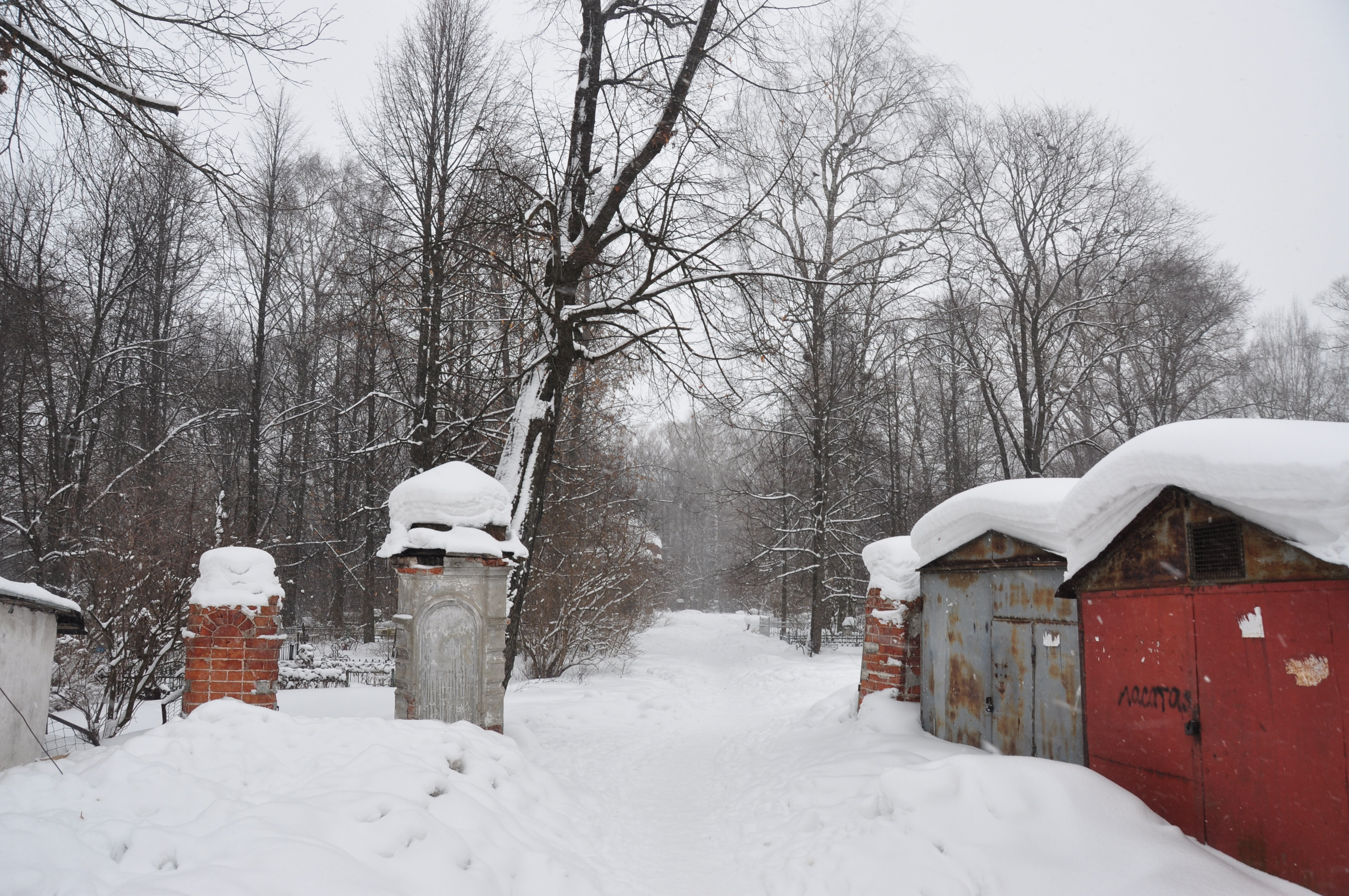
Ворота Введенского кладбища
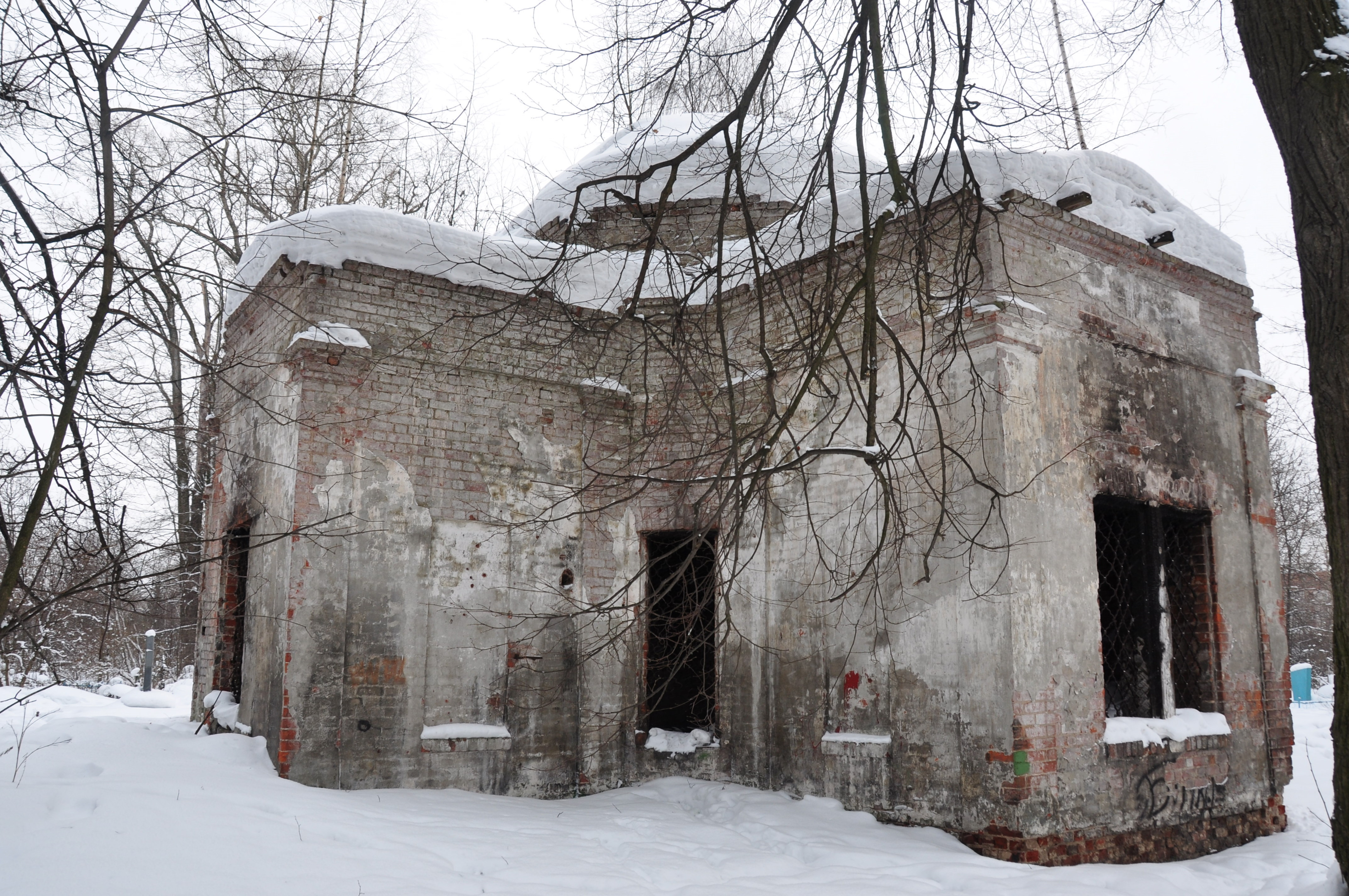
Церковь Николая Чудотворца, фото 2011 г.
Церковь Николая Чудотворца, фото 2017 г.
Могила родителей Варлама Шаламова
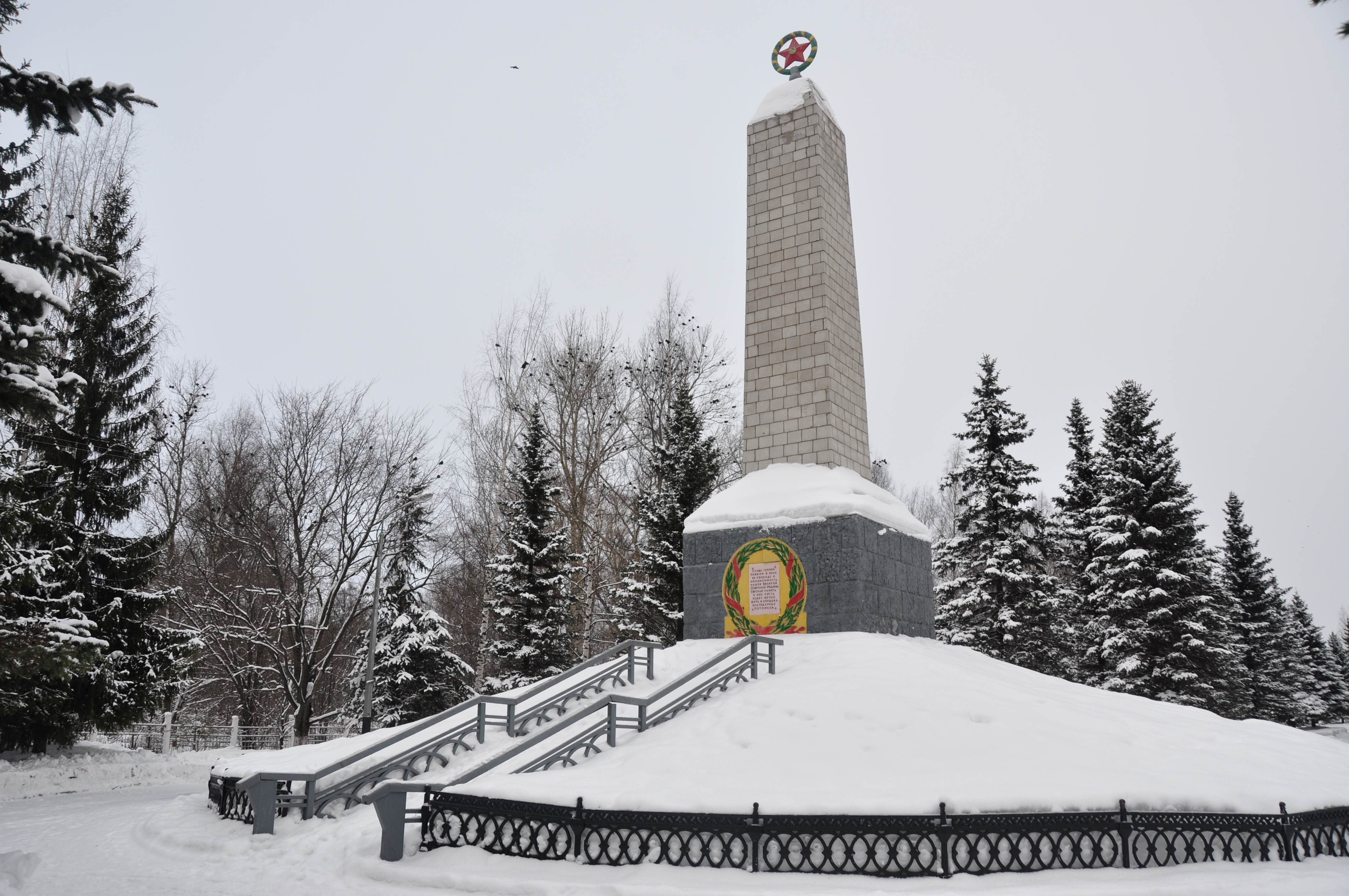
Обелиск солдатам-защитникам Родины
Бюст К. А. Авксентьевского
Бюст А. Ф. Клубова

### Пошехонское кладбище

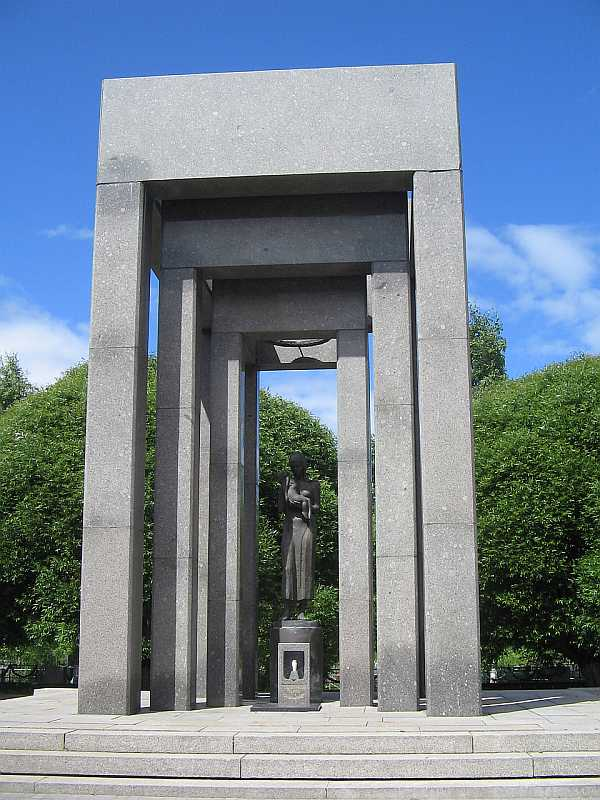
Мемориал ленинградцам-блокадникам на Пошехонском кладбище

Городское кладбище открыто в 1960-х годах на Пошехонском шоссе, вблизи деревни Родионцево и более 30 лет выполняло функцию основного городского кладбища. В 1988 году в южной части Пошехонского кладбища, на месте захоронения 1048 ленинградцев-блокадников состоялось открытие мемориала с монументом по проекту скульптора В. Сторожук. У подножия памятника в 2005 году установлен саркофаг с землёй, привезённой с Пискарёвского кладбища.
На Пошехонском кладбище находятся могилы поэта Н. М. Рубцова (1936—1971), художника Н. В. Бурмагина, театрального режиссёра Я. Ф. Нусса, Беловой Н. Н. — директора ВОУНБ, известного вологодского фотографа А. Н. Бама (1923—2013), не менее же известного вологодского политика и коллекционера старины Русского Севера М. В. Сурова, также здесь захоронена мать академика Курчатова, вывезенная из блокадного Ленинграда.

### Козицынское кладбище
Открыто в конце 1990-х годов на Новомосковском шоссе, рядом с деревней Козицыно. С этого времени является основным городским кладбищем. В конце 2000-х строится вторая очередь кладбища на 26 000 мест.

### Мауринское кладбище
Расположено в трёх километрах от села Молочное. Является действующим городским кладбищем.

## Монастырские кладбища

### Кладбище Спасо-Прилуцкого монастыря
Спасо-Прилуцкий монастырь основан Димитрием Прилуцким в 1371 году в излучине реки Вологды. Древнейший сохранившийся некрополь Вологды представлен захоронениями в Спасском соборе, собственно кладбищем на территории монастыря и Екатерининской церковью-усыпальницей Волоцких. В нижнем этаже Спасского собора находится рака над мощами под спудом святого Димитрия Прилуцкого (? — 1392), а также погребения заточённых в монастыре княжичей Ивана Углицкого (? — 1522), канонизированного под именем Игнатия Прилуцкого, и Дмитрия Углицкого (? — после 1541), и адмирала И. Я. Барша.
На монастырском кладбище, сильно повреждённом в советское время, были похоронены известные вологжане: поэт К. Н. Батюшков (1787—1855), митрополит Сарский и Подонский Иона (? — 1627), архиепископ Вологодский и Белозерский Симон (? — 1685), вологодский вице-губернатор А. С. Нарышкин, первый вологодский генерал-губернатор А. П. Мельгунов (1789—1852).
Церковь во имя святой великомученицы Екатерины и святого равноапостольного великого князя Владимира построена в 1830 году вологодским губернским предводителем дворянства В. А. Волоцким как семейная усыпальница.

### Кладбище Свято-Духова монастыря (не сохранилось)
Свято-Духов монастырь был основан в начале XVII века на месте кельи вологодского чудотворца Галактиона. Его захоронение (ум. 1612) находилось в снесённой в 1930-е годы Знаменской церкви. На кладбище монастыря были похоронены известные вологжане: генерал-губернатор А. Ф. Клокачев (? — 1823), общественный деятель Т. Е. Колесников (1829—1899). Кладбище было рекультивировано в 1930-е годы, на его месте построен стадион Динамо.

### Кладбище Горне-Успенского монастыря (не сохранилось)
Горне-Успенский монастырь был основан в 1560-м году. На монастырском кладбище были захоронены как монахини, так и горожане.

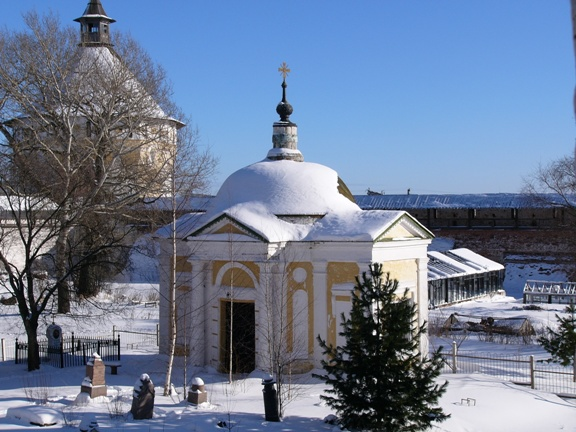
Кладбище Спасо-Прилуцкого монастыря и Екатерининская церковь-усыпальница
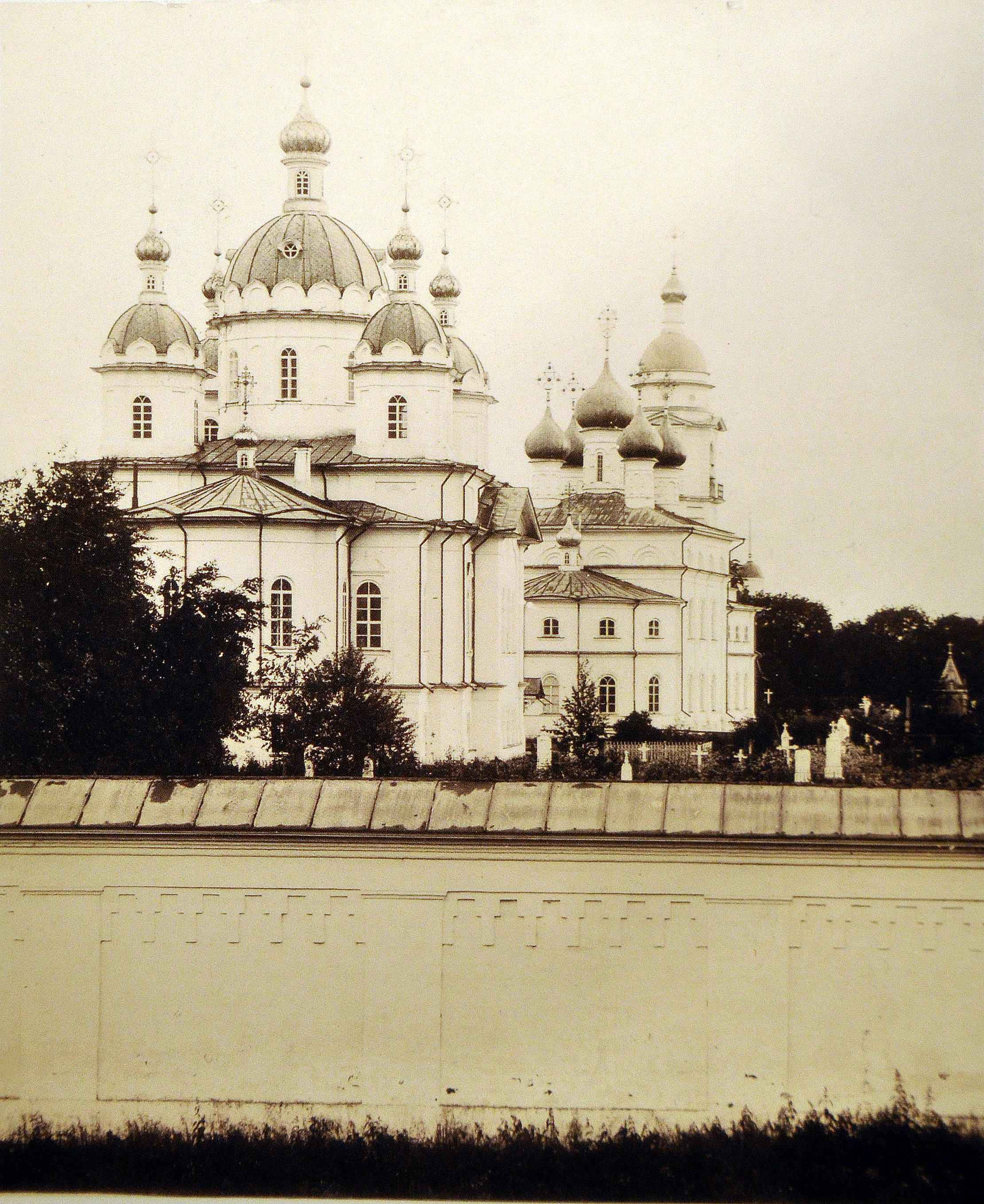
Кладбище Свято-Духова монастыря. Фото начала XX века

## Бывшие сельские кладбища

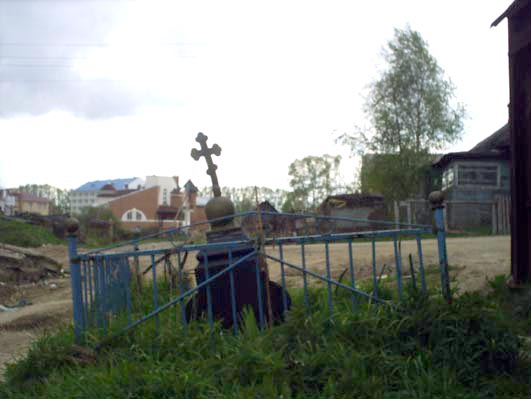
Остатки кладбища села Говорово (2004)

При расширении городской территории в черте Вологды оказались кладбища:
Кладбище села Говорово. Село Говорово известно с XV века. Кладбище располагалось при Богородицкой церкви, разобранной на кирпич в 1935 году. Частично уничтожено при строительстве жилья в 1980-е. Несколько могил сохранилось в районе дома № 11 по Новгородской улице.
Кладбище села Турундаево. Кладбище располагалось при Никольской церкви дворцового сельца Турундаево, известного с XV века. Церковь была разрушена в 1930-е. На месте кладбища построен хлебокомбинат (в районе 2-го Турундаевского переулка).
Кладбище в селе Прилуки. Кладбище появилось при церкви Николая Чудотворца, что на Валухе, которая расположена в бывшем селе Выпрягово (с XIX века — часть села Прилуки). Кладбище сохранилось на улице Никольской.
Кладбище села Слобода. Кладбище расположено при Богородицкой церкви в бывшей Кирилловской Ямской слободе (современная Слободская улица).